# Agence nationale de développement économique
 (octobre 2022).
L’Agence France Entrepreneur est un projet d'agence nationale annoncé en février 2015 et confirmé en octobre 2015 comme « structure nationale légère, d’une trentaine de personnes, qui mettra en réseau des organisations existantes, et s’appuiera sur l’Agence pour la création d’entreprises et sera l’interlocuteur national unique pour les régions (auxquels la Loi portant nouvelle organisation territoriale de la République (loi NOTRe) a confié la responsabilité de gérer la plupart des aides aux entreprises, dans le cadre du schéma régional de développement économique) en focalisant ses efforts sur l’accompagnement des auto-entrepreneurs et d'autres créateurs d’entreprises dans les banlieues et zones rurales en difficulté (sans doute en s'appuyant sur le dispositif des zones de revitalisation rurales annoncé comme à refonder dans le collectif budgétaire de la fin 2015. »
C'est une version améliorée et réorganisée de l’Agence pour la création d'entreprises (APCE) .

## Histoire
- Février 2015 : Le président de la République s'engage à créer une Agence « France Entrepreneur », pour « relancer l'activité dans les territoires et lutter contre le chômage dans les quartiers, notamment des jeunes, qui frappe près de 25 % des 15-24 ans. »[3].
- Mars 2015 : un comité interministériel (6 mars 2015) apporte quelques précisions sur le périmètre d’intervention (uniquement les territoires infrarégionaux en contrat spécifique avec l'État : contrat de ville, contrat de bourg, revitalisation de site Défense…[4] ; « point d'entrée unique, en lien avec tous les acteurs locaux, pour tous les aspects de la vie de l'entreprise »[4]).
- En octobre 2015, François Hollande, lors d'un déplacement à la pépinière d'entreprises de La Courneuve (Seine-Saint-Denis) annonce que de 2015 à 2017 « 10 000 entrepreneurs seront identifiés et appuyés pour leur premier recrutement dans les quartiers de la politique de la ville », rappelant que le devoir de la République est « d'assurer l'égalité de tous », et offrir à tous « les conditions de la réussite ».  Le président a annoncé que « l'Anru et la Caisse des dépôts investiront 600 millions d’euros pour offrir aux TPE et PME des locaux adaptés » via une fonds de 575 millions (ouvert de 2014 à 2020, dont selon La Gazette des communes « 75 sont alloués par l’Epareca à la réhabilitation des centres commerciaux dans les quartiers prioritaires, les 500 restants étant distribués à parts égales par la Caisse des dépôts et le programme des investissements d'avenir, entre autres pour le financement de pépinières d'entreprises »[1]. 
En octobre 2015, le ministère de la Ville évoque une « feuille de route » déclinable région par région[1].
- Son premier Conseil d'administration s'est réuni le 13 avril 2016.

## Objectif
Sur le modèle de l'ANRU, L'objectif général de l'agence est d'accompagner des projets urbains globaux pour transformer les quartiers en profondeur :
1. quadrupler le nombre d'entrepreneurs accompagnés dans les territoires prioritaires (« pour porter leur part de 5 à 20 %, comme sur le reste du territoire »). En 2015 dans ces territoires le nombre d'entreprises créées est 2 fois plus grand que la moyenne nationale, mais elles y disparaissent souvent dans les 3 ans. Ces entreprises seront donc accompagnées sur la durée et non seulement à leurs débuts.
2. accompagner la création d'emploi : « d'ici 2017, 10 000 entrepreneurs seront identifiés et appuyés pour leur premier recrutement » ;
3. « développer des outils innovants pour former au numérique », via notamment un appel à projet « formations numériques » annoncé pour février 2016

Elle ne sera pas une agence de tutelle sur les projets ou ses partenaires, mais pourrait être selon l'ARF « une instance de concertation stratégique et d’évaluation, qui permette de faire émerger des solutions qui puissent bénéficier à d’autres » et pour François Hollande elle sera un « interlocuteur national, non pas qui mettrait en tutelle toutes les initiatives, mais leur donnerait une chance de plus ».

## Instance et gouvernance
Son conseil d'administration est « présidé par Mohed Altrad, un entrepreneur reconnu » (il est PDG de l’entreprise de bâtiment Altrad.
Un rapport a été commandé à trois préfigurateurs de l’agence (Julien Rencki, un haut fonctionnaire du Trésor ; Abderzak Sifer, entrepreneur et Marie-Guite Dufay, présidente du Conseil régional de Franche-Comté.

## Moyens financiers
Son budget de lancement devrait être de 110 M€  (60 M€ de crédits en intervention pour notamment « financer l’action des grands réseaux associatifs » (France Active, Boutique de gestion espace (BGE), Adie, Initiative France, Réseau Entreprendre notamment) et 50 M€ débloqués au titre du programme d'investissement d'avenir comme source de fonds propres à investir dans le capital d'entreprises en création.

## Commentaires, analyses critiques
- Thibault Lanxade (vice-président du Medef) estime « assister enfin à une réelle coordination interministérielle des politiques publiques en faveur de l'entreprenariat »[1] ;
- CCI France annonce que les réseaux consulaires « seront un partenaire impliqué pour la réussite de cette agence, selon des modalités restant à définir »[1] ;
- Stéphane Troussel (président (PS) du conseil départemental de Seine-Saint-Denis) juge qu'il s'agit d'« une bonne nouvelle pour l’économie et les habitants de Seine-Saint-Denis et pour tous les talents de notre département qui ne demandent qu’à s’exprimer »[1] ;
- Gilbert Leproust (secrétaire général de l'association Ville et banlieue ; maire (PCF) d'Allonnes) juge que « l'ampleur du désastre du chômage nécessite une réponse d’un autre niveau. On ne peut pas faire croire que l’avenir de chacun est de créer son entreprise. Il faudrait plutôt s’interroger sur la pertinence de plans comme le CICE, qui représente des milliards d’euros d’exonérations aux entreprises, avec peu d’emplois créés en regard ! »[1].